# Hexatoma disjuncta
Hexatoma disjuncta är en tvåvingeart som beskrevs av Alexander 1938. Hexatoma disjuncta ingår i släktet Hexatoma och familjen småharkrankar. Inga underarter finns listade i Catalogue of Life.